# Jean-Baptiste Janssens
Jean-Baptiste Janssens (22 de dezembro de 1889 – 5 de outubro de 1964) foi um padre jesuíta belga, vigésimo sétimo superior geral de 1946 a 1964.